# Antiblemma diffinota
Antiblemma diffinota är en fjärilsart som beskrevs av William James Kaye 1924. Antiblemma diffinota ingår i släktet Antiblemma och familjen nattflyn. Inga underarter finns listade i Catalogue of Life.